# Hopi Dart
O Hopi Dart é a designação de um foguete de sondagem estadunidense. O Hopi Dart tinha um comprimento de 3,30 metros (10,8 pés), um diâmetro de 11 centímetros (4,3 polegadas) e alcançava uma altitude de 116 quilômetros (72 milhas). O Hopi Dart foi lançado 21 vezes durante 1963 e 1964.